# Kyra Shroff
Kyra Shroff (Hindi: काइरा श्रॉफ; * 17. Oktober 1992) ist eine ehemalige indische Tennisspielerin.

## Karriere
Shroff begann mit sieben Jahren das Tennisspielen und bevorzugt Rasenplätze. Sie spielte überwiegend Turniere auf der ITF Women’s World Tennis Tour, wo sie zehn Doppeltitel gewonnen hat.
2007 erhielt sie eine Wildcard für das Hauptfeld im Dameneinzel bei den Sunfeast Open, ihrem ersten Turnier der WTA Tour.
2008 spielte sie im Oktober bei den 3rd Commonwealth Youth Games in Pune.
2009 spielte sie bei den Australian Open im Juniorinneneinzel, wo sie in der ersten Runde gegen Monika Tumova mit 0:6 und 3:6 verlor.
2013 wurde sie in der indischen Fed-Cup-Mannschaft für zwei Einzel und ein Doppel eingesetzt, die sie alle verlor.

## Turniersiege

### Doppel
| Nr. | Datum            | Turnier             | Kategorie   | Belag     | Partnerin                  | Finalgegnerinnen                    | Ergebnis         |
| --- | ---------------- | ------------------- | ----------- | --------- | -------------------------- | ----------------------------------- | ---------------- |
| 1.  | 3. April 2011    | Neu-Delhi           | ITF $10.000 | Hartplatz | Anja Prislan               | Stephanie Hirsch Yvonne Neuwirth    | 6:3, 7:5         |
| 2.  | 10. April 2011   | Lucknow             | ITF $10.000 | Rasen     | Anja Prislan               | Aishwarya Agrawal Ankita Raina      | 6:3, 6:3         |
| 3.  | 21. April 2012   | Maskat              | ITF $10.000 | Hartplatz | Jana Sisikowa              | Barbara Haas Laëtitia Sarrazin      | 6:2, 6:4         |
| 4.  | 2. Dezember 2012 | Kolkata             | ITF $10.000 | Hartplatz | Arantxa Andrady            | Rutuja Bhosale Rishika Sunkara      | 6:4, 6:4         |
| 5.  | 8. Juni 2013     | Scharm asch-Schaich | ITF $10.000 | Hartplatz | Lidsija Marosawa           | Alina Mikejewa Sylwia Zagórska      | 6:4, 6:2         |
| 6.  | 31. Oktober 2015 | Port El-Kantaoui    | ITF $10.000 | Hartplatz | Daiana Negreanu            | Mathilda Malm Mirabelle Njoze       | 6:2, 6:4         |
| 7.  | 21. Mai 2016     | Antalya             | ITF $10.000 | Hartplatz | Dhruthi Tatachar Venugopal | Nastja Kolar Francesca Stephenson   | 6:3, 5:7, [10:1] |
| 8.  | 18. Juni 2016    | Grand Baie          | ITF $10.000 | Hartplatz | Dhruthi Tatachar Venugopal | Chayenne Ewijk Rosalie van der Hoek | 6:1, 6:1         |
| 9.  | 19. August 2016  | Sezze               | ITF $10.000 | Sand      | Estelle Cascino            | Beatrice Lombardo Carla Touly       | 6:2, 6:2         |
| 10. | 30. Juni 2017    | Tel Aviv            | ITF $15.000 | Hartplatz | Estelle Cascino            | Linnéa Malmqvist Alexandra Walters  | 6:2, 6:4         |